# Herz Israel Ruer
Herz Israel Ruer (* 1758; †  25. Juli 1826 in Meschede) war ein deutscher Arzt, der in Meschede praktizierte.

## Leben und Wirken
Herz Israel Ruer stammte aus einer alten jüdischen Familie. Er studierte vier Jahre am Collegium medico-chirurgicum in Berlin und ab dem 29. August 1778 an der Universität Göttingen Arzneikunde. Am 30. September 1779 wurde er dort zum Doktor der Medizin promoviert. Anschließend praktizierte Ruer in Meschede. Er erwarb am 4. November 1788 die alte Dechanei im Unteren Hagen in Meschede (Versicherungswert: 700 Reichstaler).
Am 5. September 1791 wurde er von Maximilian Franz von Österreich, Erzbischof und Kurfürst von Köln, zum Hofmedicus ernannt. Ruer veröffentlichte eine Reihe von Aufsätzen in den von Johann Jakob Reichard herausgegebenen medizinischen Wochenblättern.

## Familie
Er war mit Frederica Marke, * 1762, † 15. Mai 1843 in Meschede, verheiratet. Aus dieser Ehe gingen folgende Kinder hervor:
- Julius Wilhelm Ruer (geboren als Herz Israel Ruer), * 30. Mai 1784 in Meschede, † 17. Dezember 1864 in Hamm, Gründungsdirektor des Landeshospitals Marsberg
- David Ruer, * 13. März 1802 in Meschede, † 4. Dezember 1874 in Meschede, praktischer Arzt in Meschede

## Werke
- Dissertatio inauguralis medica de vi corticis Peruviani antispasmodica („über die krampflösende Kraft der Chinarinde“). Schulz, Göttingen 1779, urn:nbn:de:bvb:12-bsb10966403-8.